# Carl Gottlob Feuereisen
Carl Gottlob Feuereisen (auch: Karl Gottlob Feuereisen und C. B. Feuereusen sowie Feureißen; * um 1740; † nach 1789) war Hofgärtner in den Herrenhäuser Gärten vor Hannover sowie in Wilna.

## Leben
Feuereisen wirkte von 1773 bis 1782 in Herrenhausen bei Hannover. Er publizierte bereits 1778 in Hannover über einen unidentifizierten Drucker eine Schrift über „Insekten, welche in Gewächshäusern und Mistbeeten ... schädlich sind und den Mitteln dagegen“. Der Hofgärtner im Kurfürstentum Braunschweig-Lüneburg wirkte zur Zeit der Personalunion zwischen Großbritannien und Hannover als Königlich Großbritannischer Gärtner unter seinem unmittelbaren Vorgesetzten, dem Ober-Hof-Bau- und Gartendirektor Christian Ludewig von Hacke.
Ab 1782 arbeitete Feuereisen als Gärtner in Wilna. Feuereisen, dessen Ehefrau katholisch war, er jedoch nicht, legte für den Fürstbischof Ignacy Jakub Massalski den fürstbischöflichen Park an und gewann die Schriftstellerin Therese Huber zur Patentante eines seiner Kinder.

## Schriften
- Von den Insekten welche in Gewächshäusern und Mistbeeten, des gleichen auch in freyen Garten den Gewächsen schädlich sind, Hannover, 1778
- Pflanzen-Organologie, oder: Etwas aus dem Pflanzenreiche. Pflanzen-Organologie, insonderheit die sonderbare Würkungen des Nahrungssaftes in den Gewächsen, herausgegeben von C. G. Feuereusen, Königl. Großbrittanischen Gärtner zu Herrenhausen, Hannover 1780; gedruckt bey H. M. Pockwitz; Digitalisat der Bayerischen Staatsbibliothek (BSB)
- Praktische Abhandlungen über einige wichtige Gegenstände in der feinen Gärtnerey. Nebst einem Anhange von einigen in Gewächshäusern, Mistbeeten und im freyen Garten schädlichen Insekten und den Mitteln dagegen, abgefaßt von C. B. Feuereisen, Königlich Großbritann. Gärtner zu Herrenhausen. Mit Kupfern, Hannover, in der Helwingischen Hof-Buchhandlung, 1780; Digitalisat der BSB
- Beobachtungen über einige Zweige der feinen Gärtnerei, Hannover 1789[4]